# Prima Divisione Toscana 1949-1950
La Prima Divisione fu il massimo campionato regionale di calcio disputato in Toscana nella stagione 1949-1950.
Alla Lega Regionale Toscana furono assegnati tre posti per la promozione, mentre le peggiori squadre scendevano nella Seconda ed ultima Divisione.

## Girone A

### Squadre partecipanti
| Squadra                   | Città (provincia)             | Stagione precedente |
| ------------------------- | ----------------------------- | ------------------- |
| A.C. A.S.S.I.             | Firenze                       |                     |
| C.S. Aquila 1902          | Montevarchi (AR)              |                     |
| S.S. Audace Galluzzo      | Firenze-Galluzzo              |                     |
| U.S. Audax Rufina         | Rufina (FI)                   |                     |
| A.S. Barberino Mugello    | Barberino di Mugello (FI)     |                     |
| U.S. Castelnuovese        | Castelnuovo dei Sabbioni (AR) |                     |
| U.S. Castiglionese        | Castiglion Fiorentino (AR)    |                     |
| Pol. Figlinese            | Figline Valdarno (FI)         |                     |
| A.S. Fortis Juventus 1909 | Borgo San Lorenzo (FI)        |                     |
| Libertas Firenze          | Firenze                       |                     |
| G.S. Rifredi              | Firenze-Rifredi               |                     |
| U.S. Rignanese            | Rignano sull'Arno (FI)        |                     |
| Rinascita Firenze         | Firenze                       |                     |
| A.S. Rondinella           | Firenze                       |                     |

### Classifica finale
|  | Pos. | Squadra           | Pt | G  | V  | N  | P  | GF | GS | DR  |
|  | ---- | ----------------- | -- | -- | -- | -- | -- | -- | -- | --- |
|  | 1.   | Audax Rufina      | 40 | 26 | 19 | 2  | 5  | 94 | 31 | +63 |
|  | 2.   | Audace Galluzzo   | 39 | 26 | 18 | 3  | 5  | 51 | 22 | +29 |
|  | 3.   | Montevarchi       | 36 | 26 | 16 | 4  | 6  | 63 | 33 | +30 |
|  | 4.   | Figlinese         | 35 | 26 | 16 | 3  | 7  | 69 | 44 | +25 |
|  | 5.   | Fortis Juventus   | 27 | 26 | 12 | 3  | 11 | 54 | 34 | +20 |
|  | 6.   | Castiglionese     | 27 | 26 | 12 | 3  | 11 | 60 | 52 | +12 |
|  | 7.   | Rifredi           | 27 | 26 | 7  | 13 | 6  | 39 | 47 | -8  |
|  | 8.   | Rondinella        | 23 | 26 | 9  | 5  | 12 | 58 | 47 | +11 |
|  | 9.   | Rinascita Firenze | 22 | 26 | 7  | 8  | 11 | 35 | 43 | -8  |
|  | 10.  | Barberino Mugello | 22 | 26 | 8  | 6  | 12 | 31 | 48 | -17 |
|  | 11.  | Rignanese         | 22 | 26 | 8  | 6  | 12 | 31 | 48 | -17 |
|  | 12.  | Castelnuovese     | 22 | 26 | 9  | 4  | 13 | 32 | 62 | -30 |
|  | 13.  | ASSI              | 12 | 26 | 4  | 4  | 18 | 43 | 93 | -50 |
|  | 14.  | Libertas Firenze  | 10 | 26 | 3  | 4  | 19 | 22 | 78 | -56 |

Legenda:

      Ammesso alle finali regionali.
Regolamento:
Due punti a vittoria, uno a pareggio, zero a sconfitta.
Pari merito in caso di pari punti.

## Girone B

### Squadre partecipanti
| Squadra                   | Città (provincia)           | Stagione precedente |
| ------------------------- | --------------------------- | ------------------- |
| A.C. Aglianese            | Agliana (PT)                |                     |
| A.S. Barga                | Barga (LU)                  |                     |
| U.S. Borgo a Buggiano     | Borgo a Buggiano (PT)       |                     |
| A.S. Brozzi               | Brozzi-Firenze              |                     |
| U.S. Castelnuovo          | Castelnuovo Garfagnana (LU) |                     |
| S.C. Cerretese            | Cerreto Guidi (FI)          |                     |
| U.S. Chiesina Uzzanese    | Chiesina Uzzanese (PT)      |                     |
| S.S. Juventus Tavola      | Tavola di Prato (FI)        |                     |
| A.S. Lastrigiana          | Lastra a Signa (FI)         |                     |
| U.S. Limitese             | Limite sull'Arno (FI)       |                     |
| A.S. Montecatini          | Montecatini Terme (PT)      |                     |
| A.C. Montelupo            | Montelupo Fiorentino (FI)   |                     |
| U.S. Pescia               | Pescia (PT)                 |                     |
| C.S. Poggio a Caiano 1909 | Poggio a Caiano (FI)        |                     |
| U.S. Ponte Buggianese     | Ponte Buggianese (PT)       |                     |
| A.S. Tobbianese           | Tobbiana di Prato (FI)      |                     |

### Classifica finale
|  | Pos. | Squadra           | Pt | G  | V  | N | P  | GF | GS | DR  |
|  | ---- | ----------------- | -- | -- | -- | - | -- | -- | -- | --- |
|  | 1.   | Pescia            | 46 | 30 | 22 | 2 | 6  | 72 | 30 | +42 |
|  | 2.   | Montelupo         | 45 | 30 | 20 | 5 | 5  | 86 | 39 | +47 |
|  | 3.   | Montecatini       | 44 | 30 | 19 | 6 | 5  | 73 | 36 | +37 |
|  | 4.   | Poggio a Caiano   | 44 | 30 | 19 | 6 | 5  | 52 | 29 | +23 |
|  | 5.   | Juventus Tavola   | 39 | 30 | 16 | 7 | 7  | 66 | 46 | +20 |
|  | 6.   | Brozzi            | 34 | 30 | 13 | 8 | 9  | 70 | 58 | +12 |
|  | 7.   | Ponte Buggianese  | 32 | 30 | 14 | 4 | 12 | 74 | 65 | +9  |
|  | 8.   | Barga             | 28 | 30 | 12 | 4 | 14 | 71 | 70 | +1  |
|  | 9.   | Aglianese         | 28 | 30 | 12 | 4 | 14 | 57 | 58 | -1  |
|  | 10.  | Limitese          | 27 | 30 | 10 | 7 | 13 | 43 | 61 | -18 |
|  | 11.  | Castelnuovo       | 25 | 30 | 9  | 7 | 14 | 46 | 61 | -15 |
|  | 12.  | Tobbianese        | 25 | 30 | 8  | 9 | 13 | 41 | 56 | -15 |
|  | 13.  | Lastrigiana       | 22 | 30 | 9  | 4 | 17 | 41 | 59 | -18 |
|  | 14.  | Borgo a Buggiano  | 18 | 30 | 6  | 6 | 18 | 46 | 75 | -29 |
|  | 15.  | Chiesina Uzzanese | 14 | 30 | 6  | 2 | 22 | 31 | 64 | -33 |
|  | 16.  | Cerretese         | 9  | 30 | 3  | 3 | 24 | 29 | 91 | -62 |

Legenda:

      Ammesso alle finali regionali.
Regolamento:
Due punti a vittoria, uno a pareggio, zero a sconfitta.
Pari merito in caso di pari punti.

## Girone C

### Squadre partecipanti
| Squadra                  | Città (provincia)                    | Stagione precedente |
| ------------------------ | ------------------------------------ | ------------------- |
| A.S. Antignano           | Livorno                              |                     |
| A.C. Calci               | Calci (PI)                           |                     |
| U.S. Capannoli           | Capannoli (PI)                       |                     |
| U.S. Castiglioncello     | Castiglioncello di Rosignano M. (LI) |                     |
| A.S. Certaldo            | Certaldo (FI)                        |                     |
| A.C. Collesalvetti       | Collesalvetti (LI)                   |                     |
| Coopervetro Empoli       | Empoli (FI)                          |                     |
| U.S. Forcoli             | Forcoli di Palaia (PI)               |                     |
| S.S. Labrone             | Livorno                              |                     |
| U.S. Marinese            | Marina di Pisa                       |                     |
| S.S. San Prospero        | Navacchio di Cascina (PI)            |                     |
| U.S. Perignano           | Perignano (PI)                       |                     |
| U.S. Santa Maria a Monte | Santa Maria a Monte (PI)             |                     |
| U.S. San Frediano        | San Frediano a Settimo (PI)          |                     |
| S.S. Urbino Taccola      | Uliveto Terme (PI)                   |                     |
| A.C. Volterrana          | Volterra (PI)                        |                     |

### Classifica finale
|  | Pos. | Squadra                  | Pt | G  | V  | N  | P  | GF | GS  | DR  |
|  | ---- | ------------------------ | -- | -- | -- | -- | -- | -- | --- | --- |
|  | 1.   | Volterrana               | 46 | 30 | 21 | 4  | 5  | 82 | 33  | +49 |
|  | 2.   | Certaldo                 | 44 | 30 | 19 | 6  | 5  | 85 | 30  | +55 |
|  | 3.   | San Prospero             | 40 | 30 | 18 | 4  | 8  | 60 | 39  | +21 |
|  | 4.   | Antignano                | 37 | 30 | 15 | 7  | 8  | 72 | 46  | +26 |
|  | 5.   | Forcoli                  | 35 | 30 | 15 | 5  | 10 | 80 | 46  | +34 |
|  | 6.   | Capannoli                | 35 | 30 | 16 | 3  | 11 | 64 | 52  | +8  |
|  | 7.   | Collesalvetti            | 33 | 30 | 15 | 3  | 12 | 51 | 54  | -3  |
|  | 8.   | Labrone                  | 31 | 30 | 14 | 3  | 13 | 54 | 42  | +12 |
|  | 9.   | Marinese                 | 29 | 30 | 12 | 5  | 13 | 53 | 44  | +9  |
|  | 10.  | Coopervetro Empoli       | 29 | 30 | 11 | 7  | 12 | 43 | 43  | 0   |
|  | 11.  | Urbino Taccola           | 28 | 30 | 12 | 4  | 14 | 61 | 59  | +2  |
|  | 12.  | Castiglioncello          | 24 | 30 | 7  | 10 | 13 | 43 | 83  | -40 |
|  | 13.  | Calci                    | 22 | 30 | 7  | 8  | 15 | 52 | 56  | -4  |
|  | 14.  | San Frediano (-1)        | 17 | 30 | 8  | 2  | 20 | 47 | 93  | -46 |
|  | 15.  | Perignano (-2)           | 16 | 30 | 8  | 2  | 20 | 48 | 111 | -63 |
|  | 16.  | Santa Maria a Monte (-2) | 9  | 30 | 4  | 3  | 23 | 25 | 89  | -64 |

Legenda:

      Ammesso alle finali regionali.
Regolamento:
Due punti a vittoria, uno a pareggio, zero a sconfitta.
Pari merito in caso di pari punti.

## Girone D

### Squadre partecipanti
| Squadra               | Città (provincia)                    | Stagione precedente |
| --------------------- | ------------------------------------ | ------------------- |
| S.S. Argentario       | Porto Santo Stefano (GR)             |                     |
| S.S. Audace           | Portoferraio (LI)                    |                     |
| A.C. Bolgheri         | Bolgheri di Castagneto Carducci (LI) |                     |
| U.S. Campiglia        | Campiglia Marittima (LI)             |                     |
| U.S. Gavorrano        | Gavorrano (GR)                       |                     |
| Pro Grosseto          | Grosseto                             |                     |
| A.C. Massa Marittima  | Massa Marittima (GR)                 |                     |
| A.S. Minatori Ribolla | Ribolla di Roccastrada (GR)          |                     |
| A.S. Pro Follonica    | Follonica (GR)                       |                     |
| G.S. San Carlo Solvay | San Carlo di San Vincenzo (LI)       |                     |
| U.S. Suvereto         | Suvereto (LI)                        |                     |
| A.S. Virtus           | Venturina (LI)                       |                     |

### Classifica finale
|  | Pos. | Squadra           | Pt | G  | V  | N | P  | GF | GS | DR  |
|  | ---- | ----------------- | -- | -- | -- | - | -- | -- | -- | --- |
|  | 1.   | San Carlo Solvay  | 34 | 22 | 15 | 4 | 3  | 52 | 15 | +37 |
|  | 2.   | Virtus            | 33 | 22 | 13 | 7 | 2  | 47 | 27 | +20 |
|  | 3.   | Pro Follonica     | 31 | 22 | 12 | 7 | 3  | 43 | 22 | +21 |
|  | 4.   | Massa Marittima   | 27 | 22 | 12 | 3 | 7  | 45 | 37 | +8  |
|  | 5.   | Minatori Ribolla  | 26 | 22 | 11 | 4 | 7  | 70 | 38 | +32 |
|  | 6.   | Suvereto          | 25 | 22 | 11 | 3 | 8  | 40 | 27 | +13 |
|  | 7.   | Bolgheri          | 21 | 22 | 9  | 3 | 10 | 34 | 40 | -6  |
|  | 8.   | Audace            | 20 | 22 | 9  | 2 | 11 | 39 | 43 | -4  |
|  | 9.   | Gavorrano         | 19 | 22 | 6  | 7 | 9  | 35 | 44 | -9  |
|  | 10.  | Pro Grosseto (-1) | 10 | 22 | 4  | 3 | 15 | 34 | 63 | -29 |
|  | 11.  | Campiglia (-1)    | 8  | 22 | 3  | 3 | 16 | 16 | 50 | -34 |
|  | 12.  | Argentario (-2)   | 6  | 22 | 3  | 2 | 17 | 22 | 71 | -49 |

Legenda:

      Ammesso alle finali regionali.
Regolamento:
Due punti a vittoria, uno a pareggio, zero a sconfitta.
Pari merito in caso di pari punti.
Note:
Pro Grosseto e Campiglia hanno scontato 1 punto di penalizzazione in classifica per una rinuncia.
Argentario ha scontato 2 punti di penalizzazione in classifica per due rinunce.

## Girone E

### Squadre partecipanti
| Squadra           | Città (provincia) | Stagione precedente |
| ----------------- | ----------------- | ------------------- |
| U.S. Aullese      | Aulla (MS)        |                     |
| A.C. Fivizzanese  | Fivizzano (MS)    |                     |
| A.C. La Portuale  | Marina di Carrara |                     |
| S.S. Libertas     | Carrara           |                     |
| U.S. Monzone      | Fivizzano (MS)    |                     |
| U.S. Pontremolese | Pontremoli (MS)   |                     |
| S.S. Pro Massa    | Massa             |                     |
|                   |                   |                     |
|                   |                   |                     |
|                   |                   |                     |
|                   |                   |                     |
|                   |                   |                     |
|                   |                   |                     |
|                   |                   |                     |

#### Classifica finale
|  | Pos. | Squadra     | Pt | G | V | N | P | GF | GS | DR |
|  | ---- | ----------- | -- | - | - | - | - | -- | -- | -- |
|  | 1.   | Aullese     | ?? | ? |   |   |   |    |    |    |
|  | 2.   | Sconosciuta | ?? | ? |   |   |   |    |    |    |
|  | 3.   | Sconosciuta | ?? | ? |   |   |   |    |    |    |
|  | 4.   | Sconosciuta | ?? | ? |   |   |   |    |    |    |
|  | 5.   | Sconosciuta | ?? | ? |   |   |   |    |    |    |
|  | 6.   | Sconosciuta | ?? | ? |   |   |   |    |    |    |
|  | 7.   | Sconosciuta | ?? | ? |   |   |   |    |    |    |
|  | 8.   | Sconosciuta | ?? | ? |   |   |   |    |    |    |
|  | 9.   | Sconosciuta | ?? | ? |   |   |   |    |    |    |
|  | 10.  | Sconosciuta | ?? | ? |   |   |   |    |    |    |
|  | 11.  | Sconosciuta | ?? | ? |   |   |   |    |    |    |
|  | 12.  | Sconosciuta | ?? | ? |   |   |   |    |    |    |
|  | 13.  | Sconosciuta | ?? | ? |   |   |   |    |    |    |
|  | 14.  | Sconosciuta | ?? | ? |   |   |   |    |    |    |

Legenda:

      Ammesso alle finali regionali.
Regolamento:
Due punti a vittoria, uno a pareggio, zero a sconfitta.
Pari merito in caso di pari punti.

## Girone finale
|  | Pos. | Squadra          | Pt | G | V | N | P | GF | GS | DR |
|  | ---- | ---------------- | -- | - | - | - | - | -- | -- | -- |
|  | 1.   | San Carlo Solvay | ?  | 8 |   |   |   |    |    |    |
|  | 2.   | Volterrana       | 10 | 8 |   |   |   |    |    |    |
|  | 3.   | Pescia           | ?  | 8 |   |   |   |    |    |    |
|  | 4.   | Audax Rufina     | ?  | 8 |   |   |   |    |    |    |
|  | 5.   | Aullese          | ?  | 8 |   |   |   |    |    |    |

Legenda:

      Promosso in Promozione 1950-1951.
Regolamento:
Due punti a vittoria, uno a pareggio, zero a sconfitta.
Verdetti
- San Carlo Solvay, Pescia e Volterrana promosse in Promozione 1950-1951.